# Anii 760
Secole: Secolul al VII-lea - Secolul al VIII-lea - Secolul al IX-lea
Decenii: Anii 710 Anii 720 Anii 730 Anii 740 Anii 750 - Anii 760 - Anii 770 Anii 780 Anii 790 Anii 800 Anii 810
Ani: 760 | 761 | 762 | 763 | 764 | 765 | 766 | 767 | 768 | 769